# Svjatoslav III av Kiev
Svjatoslav III av Kiev, född okänt år, död 1194, var en monark (storfurste) av Kiev 1174, 1177-1180 och mellan 1182 och 1194. 